# Trypetisoma shewelli
Trypetisoma shewelli är en tvåvingeart som beskrevs av Arnaud 1968. Trypetisoma shewelli ingår i släktet Trypetisoma och familjen lövflugor. Inga underarter finns listade i Catalogue of Life.